# عمران خان (ممثل)

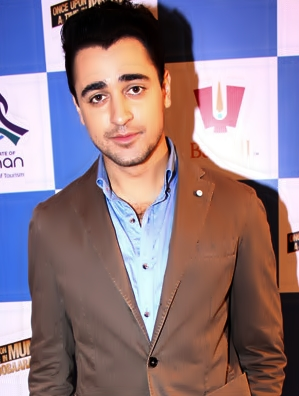

عمران خان (بالهندية: इम्रान ख़ा)‏ (بالبنغالية: ইমরান খান)‏ (بالأردوية: عمران خان پال)‏ (13 يناير 1983 -) هو أمريكي ونجم أفلام في بوليوود. وهو ابن شقيقة الفنان عامر خان والمنتج والمخرج منصور خان خان اكتسب شعبية أول مرة لدوره في جانيه تو يا جانييه نا.

## السيرة الذاتية

### خلفية عنه
خان هو ابن أنيل بال البنغالي الأمريكي ونزهة خان. أنيل الذي يعمل مدير العمليات الهندسية في نتفليإكس في وادي السيليكون، وكان زميلا للمخرج منصور خان شقيق نزهة في إييت بومباي. أنيل ونزهة تزوجا ولكن انفصلا عندما كان عمران عندة واحد ونصف سنة. نشأ وترعرع مع اللقب خان نسبة لوالدته التي أحضرته إلى الهند. ومع ذلك، انتقل للعيش مع والده في كاليفورنيا ليكمل دراسته الثانوية. ثم إنه تدرّب على صناعة الأفلام في لوس أنجلوس. وهو أيضا ابن شقيقة الفنان عامر خان والمخرج منصور خان وحفيد ناصر حسين الذي كان مخرج ومنتج. بينما كان يعيش في الهند درس في بومباي مدرسة اسكتلندية ماهيم في مومباي، ولفترة وجيزة في بنغالور.

## حياته المهنية

### طفل فنان
مثّل خان وهو طفل في أفلام عمه عامر قيامات سه قيامات تاك (1988)  جو جيتا اسكندر (1992). في كل مرة كان يلعب دور عامر خان الشاب كان يتطلع لأن يكون مخرج والتي كانت خطته الأصلية قبل دخوله بوليوود كممثل. خان انضم إلى وكالة معهد كيشور كابور في مومباي.

### احترافه (2008)
خان لأول مرة لعب دور أساسي في عام 2008 في فيلم جانيه تو يا جانيه نا، الذي ينتجه عامر خان و منصور خان ويشارك في بطولته جينيليا ديسوزا. الفيلم تلقّى كثير من آراء النقاد و أثبت أنه واحد من أكبر الأفلام في السنة. ورشّح خان فيلم فير لأول مرة جائزة أفضل مالي لأفضل ممثل خلال حفل توزيع الجوائز 54th فيلمفير وفاز مع فرحان أختار. فيلمه المقبل هو  (2008 فيلم) |الاختطاف مع سانجاي دت ومينيسشا أمبا حيث تلعب دورا سلبيا. الفيلم أخفق في شباك التذاكر وقال النقاد السبب سوء الإخراج. ومع ذلك لبراعة خان في الأداء وحاز على جائزة IIFA في عام 2009. وأدلى خان مثوله المقبل في فيلم الحركة والاثارة (2009 فيلم) | لاك مع شروتي حسن وسانجاي دوت.  وفيلمه القادم دلهي البطن وهو باللغة الإنجليزية وكوميدي والذي سيتم إنتاجه من قبل عامر خان كذلك. خان مؤخرا شارك في استضافة جوائز فيلمفير 54 جنبا إلى جنب مع رانبير كابور.
مع عمه عامر خان ظهر على التلفزيون في برنامج يحظى بشعبية دو كا دوم استضافه سلمان خان. كما شارك في تيري ميري بيتش مع كارينا كابور.

## الحياة الشخصية
كان يواعد أفانتيكا مالك . و أعلن خطوبته لها في سبتمبر 2009.
و في فبراير 2011 قام بالزواج منها في حفلة أُقيمت ببيت عمه أمير خان.

## أفلامه
| علامة الخنجرية | Denotes films that have not yet been released |

| Year | Film                             | Role                     | Director       | Notes                                            |
| ---- | -------------------------------- | ------------------------ | -------------- | ------------------------------------------------ |
| 1988 | من كارثة إلى كارثة               | Young Raj                | منصور خان ‏     | Child artist                                     |
| 1992 | Jo Jeeta Wohi Sikandar           | Young Sanjaylal          | منصور خان ‏     | Child artist                                     |
| 2008 | Jaane Tu... Ya Jaane Na          | Jai Singh Rathore (Rats) | Abbas Tyrewala | Debut as Male Lead                               |
| 2008 | اختطاف                           | Kabir Sharma             | سانجاي جادفي   |                                                  |
| 2009 | Luck                             | Ram Mehra                | Soham Shah     |                                                  |
| 2010 | I Hate Luv Storys                | Jay Dhingra              | Punit Malhotra |                                                  |
| 2010 | Jhootha Hi Sahi                  | Akash (Caller No 1)      | Abbas Tyrewala | تعليق صوتي                                       |
| 2010 | Break Ke Baad                    | Abhay Gulati             | Danish Aslam   |                                                  |
| 2011 | Delhi Belly ‏                     | Tashi Dorjee Lhatoo      | Abhinay Deo    | English-language film                            |
| 2011 | عروس أخي                         | Kush Agnihotri           | علي عباس ظفر ‏  |                                                  |
| 2012 | Ek Main Aur Ekk Tu               | Rahul Kapoor             | Shakun Batra   |                                                  |
| 2013 | Matru Ki Bijlee Ka Mandola       | Hukum Singh Matru        | فيشال بهاردساج | Also playback singer for song "Chaar Dina Ki"    |
| 2013 | اسلكي مومباي                     | Himself                  | Multiple       | Special appearance in song "Apna Bombay Talkies" |
| 2013 | كان ياما كان في مومباي دوبارا!   | Aslam                    | Milan Luthria  |                                                  |
| 2013 | سيدتى الجميلة - في محبتك         | Sriram Venkat            | Punit Malhotra |                                                  |
| 2015 | كاتي باتي                        | Madhav 'Maddy' Kabra     | NIkhil Advani ‏ |                                                  |
| 2018 | Mission Mars: Keep Walking India | —                        | Himself        | Short film Debut as director                     |

## وصلات خارجية
- عمران خان على موقع IMDb (الإنجليزية)
- عمران خان على موقع ألو سيني (الفرنسية)
- عمران خان على موقع ميوزك برينز (الإنجليزية)
- عمران خان على موقع أول موفي (الإنجليزية)
- عمران خان على موقع قاعدة بيانات الفيلم (الإنجليزية)
- عمران خان على موقع كينوبويسك (الروسية)
- عمران خان على موقع كينوبويسك (الروسية)